# Lex Martia de magistratibus
La Lex Martia de magistratibus va ser una antiga llei romana que es va aprovar a proposta del censor Gai Marci Rútil Censorí l'any 264 aC. Prohibia que la mateixa persona exercís dues vegades la censura, una magistratura que ja era temporalment més llarga que les altres.